# Iron Kid – A legendás ököl
Az Iron Kid – A legendás ököl (eredeti címén Iron Kid) amerikai–spanyol–dél koreai televíziós 3D-s számítógépes animációs sorozat, amelyet a Daewon Media, a Design Storm és a BRB Internacional készített. Amerikában a Kids' WB! és a The CW4Kids vetítette, Spanyolországban a TVE sugározta, Dél-Koreában a KBS2 adta, Magyarországon pedig a Megamax tűzte műsorra.

## Ismertető
Az egyik szereplő Marty, aki a távol jövőben rátalál egy ősi acél ökölre. A kiválasztottja karján, ez az ököl, azonnal életre kel. Ez a legendás ököl, amely  kiválasztottját elképzelhetetlen harci erővel ruházz fel. De mást is képes tenni, hogy belesodorja kiválasztottját  egy évszázados harc közepébe is.

## Szereplők
- Marty / Eon Kid
- Ally
- Buttons
- Captain Magnum
- Shadow
- Gaff
- Violet
- Master Zhang
- The Bullybots

## Epizódok
1. A merebeli ököl (The Legendary Fist)
2. Az ököl örököse (The Heir to the Fist)
3. Kezdődik az utazás (The Journey Begins)
4. Az erő nem minden (Strength Isn't Everything)
5. Ally titka (Ally's Secret)
6. Narancsmama (Orange Mama)
7. A bokszbajnokság (The Grand Wrestling Tournament)
8. A harc folytatódik (The Fight Goes On)
9. Menekülés narancsvölgyből (Escape From the Orange Valley)
10. A maxok támadása (The Maxes Attack)
11. A sorsot vállalni kell (Confronting Fate)
12. 18 faember (The 18 Woodenmen)
13. Harcos születik (A Warrior is Born)
14. Útban a vastorony felé (To the Iron Tower)
15. Ally menekülése (Ally's Escape)
16. A torony eloszlik (Fall of the Tower)
17. Rémálmok (Nightmares)
18. Az ököl elszabadul (Out of Control)
19. A 4 legyőzhetetlen báró (To the Mystic Glacier)
20. A fehér szerzetesek (The White Monks)
21. A tábornok felébred (The General Awakes)
22. Glacier türelmes (Eiger the Patient)
23. Khan lázadása (The Revolt of Kahn)
24. A vastorony ostroma (To the Iron Tower! Charge!)
25. Az utolsó harcos (1. rész) (The Last Battle, I)
26. Az utolsó harcos (2. rész) (The Last Battle, II)